# Coal City (Illinois)
Coal City é uma vila localizada no estado americano de Illinois, no Condado de Grundy e Condado de Will.

## Demografia
Segundo o censo americano de 2000, a sua população era de 4797 habitantes.
Em 2006, foi estimada uma população de 5341, um aumento de 544 (11.3%).

## Geografia
De acordo com o United States Census Bureau tem uma área de
6,3 km², dos quais 6,3 km² cobertos por terra e 0,0 km² cobertos por água. Coal City localiza-se a aproximadamente 171 m acima do nível do mar.

## Localidades na vizinhança
O diagrama seguinte representa as localidades num raio de 12 km ao redor de Coal City.